# Эйвери, Джеймс
Джеймс Эйвери (Эйври) (англ. James Avery; 27 ноября 1945 — 31 декабря 2013) — американский актёр кино и телевидения.

## Биография
Родился 27 ноября 1945 года в Саффолке, штат Вирджиния.
Вырос в Атлантик-Сити, штат Нью-Джерси. После окончания школы, служил в американской армии, принимал участие во Вьетнамской войне в составе ВМС США с 1968 по 1969 годы. Вернувшись из Вьетнама, поселился в Сан-Диего, штат Калифорния, где начал писать стихи и телевизионные сценарии. Затем стал сниматься в кино и позже — на телевидении: преимущественно в ситкомах и сериалах.
Эйвери был стипендиатом Калифорнийского университета в Сан-Диего, где получил степень бакалавра искусств в 1978 году. Ему также была присуждена степень почетного доктора Государственного университета в Вирджинии в 1996 году.
Умер 31 декабря 2013 года на 69-м году жизни в Глендейле, штат Калифорния, при операции на сердце в больнице Glendale Memorial Medical Center в пригороде Лос-Анджелеса. У Джеймса Эйвери осталась мать Флоренс, жена Барбара и пасынок. Был женат с 1988 года, собственных детей не имел, был сын жены — Кевин Уотерс. Кремирован, прах развеян над Тихим океаном.